# Jenvey Island
Jenvey Island – niezamieszkana wyspa w Zatoce Frobishera, w Archipelagu Arktycznym, w regionie Qikiqtaaluk, na terytorium Nunavut, w Kanadzie. W pobliżu Jenvey Island położone są wyspy: Algerine Island, Alligator Island, Aubrey Island, Cairn Island, Coffin Island, Crimmins Island, Frobisher's Farthest, Gardiner Island, Kudlago Island, Mair Island, McBride Island, McLaren Island, Mitchell Island, Pan Island, Pichit Island, Pink Lady Island, Ptarmigan Island, Sale Island, Sybil Island i Thompson Island.